# Peter Canavan
Pour les articles homonymes, voir Canavan.
Peter Canavan, né le 9 avril 1971 est un joueur de football gaélique de l'équipe du Tyrone GAA aujourd'hui retraité. Il est un des footballeurs les plus décorés de l'histoire de ce sport, remportant deux championnat d'Irlande de football gaélique, étant nommé six fois au sein de l'équipe All-Star ce qui fait de lui le footballeur le plus titré de l'histoire et le troisième d'Irlande. Il a aussi remporté quatre titres de champion de l'Ulster et deux ligues nationales de football gaélique et plusieurs titres nationaux en club dans les catégories de jeunes. Il représente l'Irlande dans les matchs de l'International rules à plusieurs reprises entre 1998 et 2000. Il est présenté par de nombreux observateurs avertis du sport gaélique comme un des joueurs les plus talentueux des vingt dernières années,. Il est ainsi nommé en 2009 par le journal Sunday Tribune parmi les 125 personnalités les plus influentes de l'histoire de la GAA.
Peter Canavan a marqué lors de sa carrière en équipe de comté 218 points, ce qui est le deuxième plus haut total en Ulster. Sa faculté à marquer beaucoup de point qui faisait de lui le meilleur marqueur de son équipe, comme lors de la finale du All-Ireland 1995 où il marque 11 des 12 points de Tyrone a fait naitre des critiques. Une des plus souvent rencontrée est que l'équipe de Tyrone n'était en fait qu'un « One man show » et donc que l'équipe était beaucoup trop dépendante de ses performances, spécialement au début de sa carrière,,.

## Présentation
Peter Canavan est né à Glencull près de Ballygawley dans le comté de Tyrone en Irlande du Nord. Il est le neuvième d'une fratrie de onze enfants. Son ainé, Pascal Canvan a joué dans l'équipe du Tyrone pendant la majeure partie des années 1990. Peter Cnavan est marié avec Finola, la sœur d'un ancien coéquipier de Tyrone, Ronan McGarrity. Ensemble ils ont quatre enfants, Áine, Claire, Darragh et Ruairi. Canavan exerce la profession de professeur de sport au Holy Trinity College à Cookstown dans le comté de Tyrone. C'est dans cette école qu'il a enseigné son savoir-faire technique du maniement du ballon à Eoin Mulligan. Les deux joueurs sont pour cela souvent associés dans les médias comme « maître et élève ».
Peter Canavan fait partager sa passion des sports gaéliques en tenant une chronique dans le magazine Hogan Stand et dans l'édition nord-irlandaise du Daily Mirror. En 2008 il rejoint l'équipe de consultants de TV3 Ireland pour commenter les matchs de championnat.
Canavan souffre d'asthme depuis son enfance et a du pendant toute sa carrière sportive batailler pour contrôler l'infection. Il a dit à la Société de l'asthme en Irlande « Je me suis dit, c'est juste quelque chose avec lequel je dois vivre ». Les années passant et la médication s'améliorant, Canavan déclare avoir maintenant « une meilleure qualité de vie ».
Sa carrière est marquée par de nombreux actes d’indiscipline, y compris des bagarres sur le terrain avec d’autres joueurs, qui ont parfois menacé son image de joueur All-Star. Jack O'Connor, le manager de Kerry GAA lors de la finale du All-Ireland 2005, suggère dans son autobiographie que Canavan a agressé Colm Cooper alors qu’il n’avait pas le ballon pour l’empêcher de se mettre en position de marquer un but, affirmation soutenue par le journaliste du Sunday Tribune Kieran Shannon.

## Sa carrière sportive

### Minor et moins de 21 ans
Pour pouvoir jouer les compétitions inter-comté, Peter Canavan a dû se battre avec les règlements de l’Association athlétique gaélique. En effet, à cause d’une dispute au sein de sa paroisse, deux équipes de sports gaéliques se réclamaient du titre d’équipe de la paroisse de Ballygawley, le St. Ciaran's, club établi depuis longtemps et Errigal Ciarán dans lequel jouait Cavanan et qui est une nouvelle création. Les membres des équipes  d' Errigal Ciarán n’étaient pas reconnus comme membre de la GAA car le club n’était pas proprement enregistré. Canavan utilise alors un subterfuge : il s’inscrit au club de hurling de Killyclogher même s'il ne pratique pas ce sport. Il devient alors éligible à la sélection en équipe Espoir de Tyrone GAA. Avant la mise en place de ce subterfuge il n’a jamais été sélectionné dans aucune équipe du comté mais s’est fait plusieurs fois remarqué par ses performances au niveau scolaire.  Deux ans plus tard les deux clubs de Ballygawley opèrent une fusion en reprenant la bannière d’Errigal Ciaran
En 1988, Canavan remporte le championnat d’Ulster Espoir (All-Ireland Minor Football Championship) avant de s'incliner au niveau des demi-finales en championnat d’Irlande Espoir contre l’équipe de Kerry GAA. Peter Canavan est ensuite le capitaine de l’équipe du Tyrone double vainqueur du Championnat d’Irlande des moins de 21 ans en 1991 et 1992, deux titres précédés en 1990 par une défaite en finale de ce même championnat, de nouveau contre Kerry. Lors de ses quatre années de participation aux épreuves réservées aux moins de 21 ans, Canavan marque un total de 92 points (13-53). Avant d'atteindre l'âge de 20 ans il est déjà sur les listes de sélection de l'équipe senior.

### 1994-1998, premiers pas avec Tyrone GAA
Le nom de Canavan est connu avant qu’il n’intègre l'équipe première de Tyrone grâce à ses performances en catégories Espoir et moins de 21 ans. Il commence à s’imposer chez les seniors en 1994 lors qu Championnat d’Ulster. Il est alors le meilleur marqueur de la province, et est élu parmi l’équipe All-Star dès cette année-là.
Tout au long du Championnat d’Irlande 1995, Canavan réussit tour après tour à s’imposer parmi les principaux buteurs d’Irlande. Il emmène son équipe jusqu’à la finale de l’épreuve.  En demi-finale du championnat d’Ulster contre Derry GAA il marque 8 points (1-08), puis 10 points (1-07) en demi-finale du All-Ireland contre Galway GAA. En finale du Championnat d’Irlande, il inscrit 11 des 12 points de son équipe mais ne peut empêcher son équipe de perdre le titre contre Dublin GAA. Cette finale reste un souvenir douloureux pour les supporters de Tyrone car elle reste associée à une erreur d’arbitrage, l’arbitre ayant refusé à Canavan un point marqué dans les arrêts de jeu sur le prétexte qu’il aurait joué un ballon sorti des limites du terrain. Peter Canavan est cette année-là le meilleur marqueur de points d’Irlande avec un total de 41 points qui se décomposent en 1 but et 38 points. Il est pour cela nommé dans l’équipe All-Star pour la deuxième année consécutive. Il est parmi ces footballeurs, le premier à être élu « Footballeur de l’année ». Mais cette faculté à marquer un très grand nombre de points a aussi son revers. Les observateurs du football gaélique commencent à penser que les performances de l’équipe de Tyrone reposent beaucoup trop sur la forme de Canavan et que cela met l’équipe en danger en cas de méforme.
Pour la campagne du championnat d’Irlande 1996, Peter Canavan est nommé capitaine de l’équipe de Tyrone. Il est le meilleur buteur de l’Ulster pour la troisième année consécutive et reçoit son troisième titre de All-Star consécutif. Tyrone GAA atteint les demi-finales du All-Ireland contre Meath GAA. Ce jour-là, Canavan est un des six joueurs de Tyrone à être blessé pendant le match, blessures dues selon les supporter de Tyrone au jeu violent mis en place par les joueurs de Meath. La blessure de Canavan est si sévère qu’il en ressent les conséquences pendant une année entière. Il est vraisemblable qu’il ait joué une partie du match avec un pied cassé.
À partir de 2002, Tyrone revient sur le devant de la scène du football gaélique, et Canavan par la même occasion. Après avoir remporté la Ligue nationale de football gaélique au printemps, Tyrone se place de fait parmi les favoris du Championnat. Mais le championnat s’arrête sur une déception à la suite de la défaite en match de qualification contre Sligo GAA, et ce malgré les sept points marqués par Canavan. Cette défaite touche tout particulièrement Canavan au point qu’il pense arrêter le football gaélique au niveau inter-comté. En dépit du faible parcours de Tyrone en championnat, Canavan reçoit sa quatrième sélection dans l’équipe All-Star. Ce titre fait de lui le joueur de Tyrone le plus médaillé, dépassant ainsi Eugene McKenna son entraîneur.

### 2003, la consécration
Au début de l’année 2003, Peter Canavan est souvent présenté dans la catégorie des « grands joueurs n’ayant jamais remporté le All-Ireland ». Pourtant ce sera l’année de son triomphe. Nommé capitaine de Tyrone GAA, il emmène son équipe vers le titre en championnat d’Irlande. Alors qu’il approche de la tribune présidentielle de Croke Park, sa nervosité est visible. Après avoir brandi le trophée, il fait un discours chargé d’émotion où il parle de son regard envieux vers les autres équipes d’Ulster qui avaient conquis la coupe Sam Maguire, le trophée du All-Ireland. Il conclut en disant que « la gagner, c’est quand même autre chose ».
La finale de Canavan est particulièrement réussie. Il en est le meilleur marqueur avec 5 points alors qu’il souffre d’une blessure à la cheville contractée en demi-finale et qu’il n’était même pas supposé jouer quelques heures avant le match. Il est toutefois titularisé mais l’entraineur de Tyrone le remplace juste avant la mi-temps. Pendant le repos et lors des premières minutes de la deuxième mi-temps, il est longuement soigné à la cheville et reçoit des infiltrations de produits antidouleur. Dix minutes avant la fin du match, Le manager Mickey Harte le relance sur le terrain. Son influence sur l’équipe est alors indéniable. Il est le seul joueur de Tyrone à avoir déjà disputé une finale de All-Ireland auparavant. Son retour sur le terrain, ce n’est pas une nouveauté en football gaélique – des remplacements sur saignements sont régulièrement pratiqués -, est considéré comme une des grands moments des sports gaéliques des quarante dernières années.
Le chemin vers la finale a pourtant été particulièrement pénible. La finale du championnat d’Ulster oppose Tyrone à Down GAA. Canavan dispute la partie à peine une semaine après la mort de son père. Canavan remarque dans son autobiographie, qu’il avait eu le sentiment pendant le match que Tyrone allait perdre par un des plus importants écarts de l’histoire du championnat d’Ulster si les joueurs n’arrivaient pas à endiguer les attaques de Down,. C’est alors que l’arbitre siffle un penalty en faveur de Tyrone. Le tireur  de penalty prioritaire de Tyrone, Stephen O'Neill, est alors sur le banc.Canavan s’avance alors pour le tirer, et marque le but. Canavan décrira plus tard ce but comme « le plus important [but] de ma carrière », expliquant que si Tyrone avait perdu la partie avec un très large écart, l’équipe n’aurait pas été capable de sortir victorieux des qualifications au championnat d'Irlande.
Au terme de la campagne 2003 de Tyrone en Championnat d’Irlande, Peter Canavan a marqué un total de 51 points (1-48). Parmi ses performances les plus marquantes de l’année, on peut noter les huit points marqués contre Derry GAA au premier tour et les onze points marqués lors de la finale rejouée du championnat d’Ulster contre Down GAA. En plus du All-Ireland, Tyrone remporte au printemps 2003 la ligue nationale de football gaélique. Tout cela lui permet d’être facilement élu dans l'équipe All-Star pour la cinquième fois.
Peter Canavan devient peu après la toute première star du GAA à recevoir le titre de docteur honorifique de l’Université d'Ulster. Il est aussi nommé Personnalité sportive de l’année par la branche nord-irlandaise de la BBC. Il figure ensuite parmi les finalistes du titre national au Royaume-Uni. Ce titre décerné par la BBC est paradoxal car les sports gaéliques sont très peu exposés médiatiquement en Grande-Bretagne et peut s’expliquer par une intense campagne populaire, essentiellement par voie d’email, en provenance de toute l’île d’Irlande.

### 2005, le chant du cygne

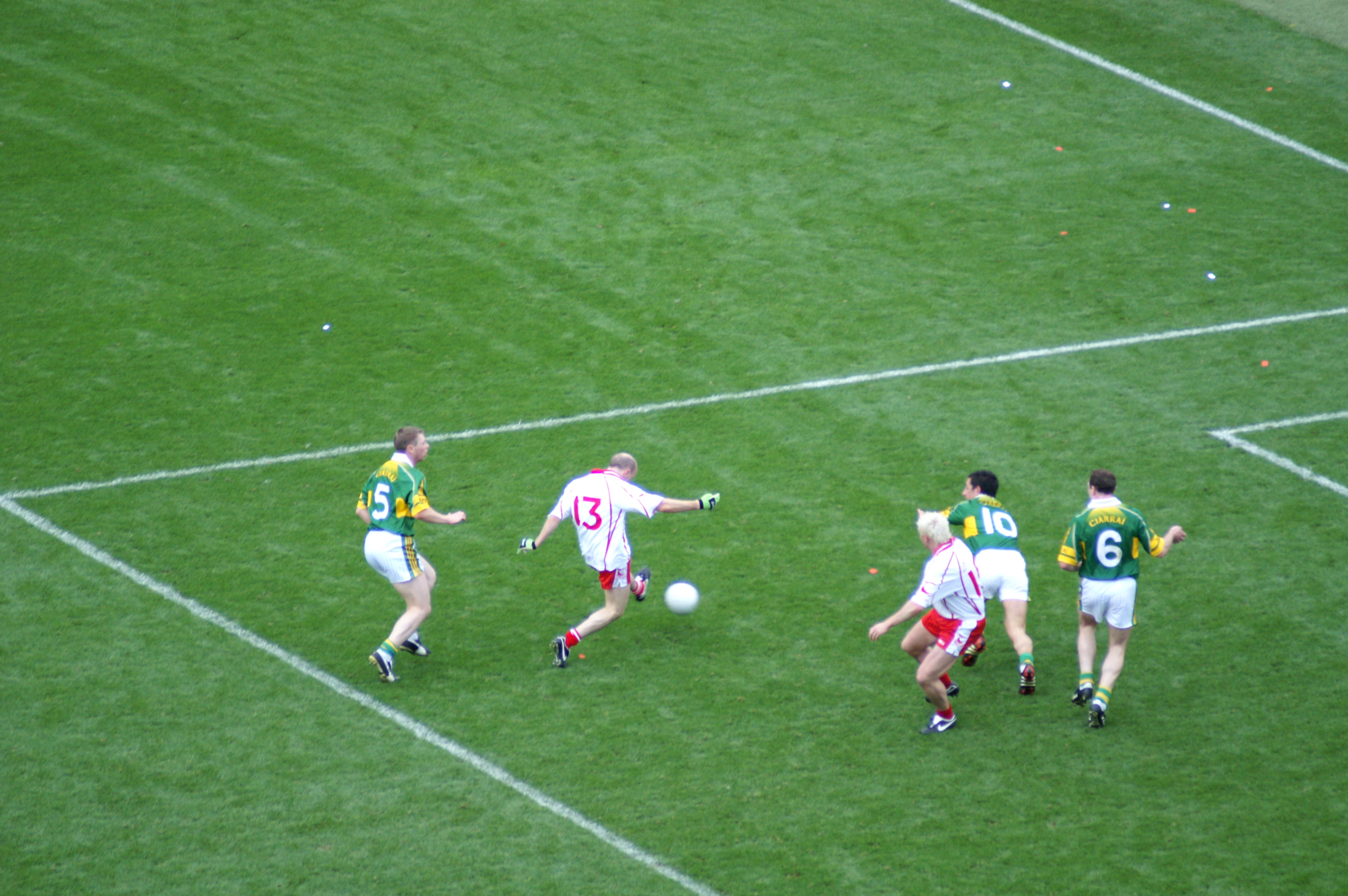
Canavan (no 13) en train de marquer le but victorieux de la finale du All-Ireland 2005.

Après la saison 2003, Peter Canavan renonce à son capitanat au profit de Cormac McAnallen et est utilisé plus comme joueur d’impact venu du banc des remplaçants. Son rôle est double, il doit à la fois déstabiliser l’adversaire et servir de motivation supplémentaire pour ses coéquipiers. C’est ainsi qu’il entre pour les toutes dernières minutes lors du match d’appui de la finale du championnat d'Ulster 2005 contre Armagh GAA. Lors de la demi-finale du championnat d’Irlande, de nouveau contre Armagh qu’ils rencontrent pour la troisième fois de la saison, Canavan marque un point dans les dernières secondes du match, donnant ainsi la victoire à son équipe. Kevin McStay, ancien joueur de Mayo GAA décrit ce point comme le point le plus important de l’année même s’il n’est pas le plus spectaculaire.
Le manager de Tyrone, Mickey Harte, décide de titulariser Canavan pour la finale du All-Ireland 2005 contre Kerry GAA. Bien lui en prit car Canavan marque le seul but de son équipe qui s’impose finalement sur le score de 1-16 à 2-10.
Cette performance lui permet de conquérir son ultime titre d’All-Star. Au lendemain de la victoire et après seize saisons de football gaélique au plus haut niveau, Peter Canavan décide de mettre un terme à sa carrière. Il commente cette décision en déclarant « J’ai passé suffisamment de temps sur la table de soin », faisant ainsi référence aux nombreuses fois où il a joué en étant blessé et en mettant peut-être sa santé en danger comme en 1996 et en 2003. La finale victorieuse  du championnat d’Irlande 2005 est donc le quarante neuvième et dernier match de Peter Canavan sous le maillot de Tyrone GAA.

### 1998-2000,International Rules
La période 1998 – 2000 est une période sans résultat pour Tyrone. Peter Canavan trouve dans les matchs de l’équipe d’Irlande d’International Rules l’occasion de se faire valoir. Il dispute le match inaugural des test-matchs de 1998 contre l’équipe australienne. En 1999, il est le vice-capitaine de l’équipe irlandaise en tournée en Australie. L’équipe d’Irlande remporte tous ses matchs. Canavan marque 11 points au cours du premier test-match disputé à Adélaïde. En 2000, Peter Canavan est écarté de l’équipe initiale pour être placé sur une liste de réserve. Mais le fait que la finale du All-Ireland se termine par un match nul et qu’elle soit à rejouer oblige six des joueurs pré-sélectionnés à refuser la sélection. Canavan est alors rappelé pour compléter l’équipe. Lors des vingt premières secondes du premier match, le joueur australien Jason Akermanis heurte Canavan qui sort le nez en sang. Lors du deuxième match Canavan est expulse après une échauffourée avec le même Akermanis. Il est suspendu pour un match. Cette suspension l’empêche de participer à la tournée 2001. En cinq matchs, Peter Canavan marque 37 points, devenant ainsi un des rares irlandais à laisser une trace indélébile dans l’esprit des supporters australiens

### 1991-2008, Errigal Ciarán
Pendant les dix-sept années de football en club avec Errigal Ciarán, Peter Canavan a remporté six championnats du comté de Tyrone et deux championnats d’Ulster. Ce sont d’ailleurs ses performances en club qui lui permettent de remporter premier titre de meilleur joueur du Tyrone en 2006.
Après s’être retiré des compétitions inter-comté, Peter Canavan continue néanmoins le football gaélique sous les couleurs de son club de toujours Errigal Ciarán jusqu'en 2007.
En 2008, Canavan devient entraîneur pour la première fois et prend en charge l’équipe première de son club et le guide immédiatement vers le titre en championnat du Tyrone 2009.

## Palmarès
- Championnat d'Irlande de football gaélique (Tyrone)
  - Vainqueur en 2003 et 2005

- Championnat d'Ulster de football gaélique (Tyrone)
  - Vainqueur en 1995, 1996, 2001, 2003, 2007

- Ligue nationale de football gaélique (Tyrone)
  - Vainqueur en 2002 et 2003
  - Finaliste en 1992

- Railway Cup (Ulster)
  - Vainqueur en 1995, 1998, 2000, 2003, 2004

- Championnat du Tyrone (Errigal Ciarán)
  - Vainqueur en 1993, 1994, 1997, 2000, 2002, 2006

- Championnat d'Ulster (Errigal Ciarán)
  - Vainqueur en 1993, 2002